# Sân bay quốc tế Kabul
Sân bay quốc tế Kabul (IATA: KBL, ICAO: OAKB), đôi khi gọi là Sân bay Khwaja Rawash, là một sân bay nằm cách trung tâm Kabul của Afghanistan 16 km. Sân bay này được xây dựng trong thập niên 1970. Do sự cấm vận của quốc tế đối với Taliban, sân bay này bị đóng cửa. Sau khi Mỹ tấn công Afghanistan sau vụ 11 tháng 9 năm 2001 ở New York, sân bay này mở cửa trợ lại, ban đầu chỉ cho quân đội Mỹ và Lực lượng hỗ trợ an ninh quốc tế (ISAF), một lực lượng gìn giữ hòa bình do NATO chỉ huy. Sau khi Liên Hợp Quốc dỡ bỏ cấm vận năm 2002, sân bay này được phép sử dụng cho mục đích dân dụng. Năm 2006, ở đây có 54.300 lượt chuyến.
Chính phủ Afghanistan gần đây đã chấp nhận một khoản viện trợ cả gói từ chính phủ Nhật Bản với giá trị 35 triệu đô la Mỹ để xây lại sân bay này. Một nhà ga mới sẽ được xây phục vụ khách quốc tế, nhà ga cũ sẽ dành cho khách nội địa. Hợp đồng xây dựng đã được ký với công ty xây dựng Nhật Bản, nhà ga này sẽ khai trương tháng 9 năm 2008.
Sân bay đã được mở rộng và hiện đại hóa trong thập kỷ qua. Một nhà ga quốc tế mới đã được thêm vào và nhà ga cũ hiện được sử dụng cho các chuyến bay nội địa. Một số căn cứ quân sự cũng được xây dựng xung quanh sân bay, được sử dụng bởi Lực lượng vũ trang Hoa Kỳ và Phái đoàn hỗ trợ kiên quyết (RS) (trước đây là [[Hỗ trợ an ninh quốc tế] Lực lượng]], ISAF). Không quân Afghanistan cũng có một căn cứ ở đó, trong khi Cảnh sát Quốc gia Afghanistan đảm bảo an ninh bên trong các nhà ga hành khách. Kể từ tháng 6 năm 2016, điểm đến được phục vụ thường xuyên nhất từ sân bay là sân bay quốc tế Dubai, với không dưới bốn hãng hàng không chở khách bay tuyến và một số có nhiều chuyến bay hàng ngày.
Sau khi Kabul thất thủ vào tay lực lượng Taliban vào tháng 8 năm 2021, tất cả các chuyến bay dân sự đã bị hủy và tạm ngừng cho đến khi có thông báo mới. Chỉ có lực lượng Hoa Kỳ và NATO vẫn còn hiện diện trong sân bay, trong khi Quân đội Quốc gia Afghanistan và Cảnh sát Quốc gia Afghanistan đã giải tán và ngừng tuần tra khu vực, ngoại trừ Quân đoàn Biệt kích Quân đội Quốc gia Afghanistan. Vào ngày 17 tháng 8 năm 2021, sân bay mở cửa trở lại cho giao thông quân sự, sau khi 7 người chết khi cố gắng bỏ trốn vào ngày hôm trước.
Sau khi Taliban kiểm soát Afghanistan ngày 15 tháng 8 năm 2021, sân bay quốc tế Hamid Karzai trở thành con đường an toàn duy nhất để di tản khỏi Afghanistan.
Vào ngày 26 tháng 8 năm 2021 lúc 17:50 giờ địa phương (13:20 UTC), trong cuộc di tản khỏi Afghanistan 2021, một vụ đánh bom tự sát đã xảy ra gần Cổng Abbey tại sân bay quốc tế Hamid Karzai. Ngay sau đó, một vụ đánh bom thứ hai xảy ra cách đó vài chục mét.

## Các hãng hàng không và các tuyến điểm
- Indian Airlines (Delhi)
- Iran Aseman Airlines (Mashhad)
- Pakistan International Airlines (Islamabad)
- Pamir Airways (Dubai, Herat, Jeddah, Riyadh)
- Safi Airways (London-Gatwick, Dubai, Riyadh, Jeddah, Sharjah)